# Carausio II
Carausio II (fl. 354-358) è stato un politico romano ipotetico usurpatore, noto esclusivamente su base numismatica, che avrebbe regnato sulla Britannia tra il 354 e il 358.
La sua esistenza è legata esclusivamente ad una ventina di monete trovate nell'Inghilterra meridionale e recanti la leggenda CARAVSIVS CES; CES sarebbe forse una corruzione per CAES o, secondo un'altra interpretazione, la forma contratta di CENSERIS.
Gli storici ritengono che questa figura non sia esistita e che le sue monete siano dei falsi.